# Canton d'Illiers-Combray
Le canton d'Illiers-Combray est une circonscription électorale française située dans le département d'Eure-et-Loir et la région Centre-Val de Loire.

## Histoire
Le canton d'Illiers, créé en 1790, prend le nom d'Illiers-Combray le 8 avril 1971 pour le centenaire de la naissance de Marcel Proust, qui évoquait Illiers, sous le nom de Combray, dans son œuvre "À la recherche du temps perdu". Comboros en gaulois signifiait carrefour (entre la Beauce et le Perche).
Un nouveau découpage territorial du département d'Eure-et-Loir entre en vigueur à l'occasion des élections départementales de mars 2015, défini par le décret du 24 février 2014, en application des lois du 17 mai 2013 (loi organique 2013-402 et loi 2013-403). Les conseillers départementaux sont, à compter de ces élections, élus au scrutin majoritaire binominal mixte. Les électeurs de chaque canton élisent au Conseil départemental, nouvelle appellation du Conseil général, deux membres de sexe différent, qui se présentent en binôme de candidats. Les conseillers départementaux sont élus pour 6 ans au scrutin binominal majoritaire à deux tours, l'accès au second tour nécessitant 12,5 % des inscrits au 1er tour. En outre la totalité des conseillers départementaux est renouvelée. Ce nouveau mode de scrutin nécessite un redécoupage des cantons dont le nombre est divisé par deux avec arrondi à l'unité impaire supérieure si ce nombre n'est pas entier impair, assorti de conditions de seuils minimaux. En Eure-et-Loir, le nombre de cantons passe ainsi de 29 à 15. Le nombre de communes du canton d'Illiers-Combray passe de 20 à 41. Le bureau centralisateur est situé à Illiers-Combray.
Avec ce redécoupage administratif, le territoire du canton s'affranchit des limites d'arrondissements, avec 36 communes incluses dans l'arrondissement de Chartres, 2 dans l'arrondissement de Châteaudun et 2 dans celui de Nogent-le-Rotrou.

## Géographie
Ce canton est organisé autour d'Illiers-Combray dans les arrondissements de Chartres, de Châteaudun et de Nogent-le-Rotrou. Son altitude varie de 133 m (Luplanté) à 273 m (Pontgouin).

## Représentation

### Conseillers généraux de 1833 à 2015
| Période         | Période          | Identité                              | Étiquette     | Qualité |
| --------------- | ---------------- | ------------------------------------- | ------------- | --- |
| 1833            | 1843 (démission) | Albert Fresnaye                       |               | Maire d'Illiers-Combray |
| 1843            | 1852             | Edouard-Henri Estienne de Tansonville |               | Ancien avocat, Illiers-Combray                                                                                                |
| 1852            | 1855             | Jules-Alexandre Greslou               |               | Notaire à Illiers-Combray |
| 1855            | 1880             | Jean-Marie-René, marquis des Ligneris |               | Maire de Méréglise |
| 1880            | 1886             | Louis-Pierre Bouvart                  | Républicain   | Maire de Cernay |
| 1886            | 1904             | Théophile Prieur                      | Rad.          | Maire de Bailleau-le-Pin |
| 1904            | 1928             | Paul-Joseph Bouvart                   | Républicain   | Cultivateur Maire d'Épeautrolles                                                                                              |
| 1928            | 1940             | Henri Triballet                       | PRS puis PSdF | Cultivateur Député (1924-1942) Maire de Nogent-sur-Eure puis d'Épeautrolles En 1934, élu au bénéfice de l'âge                 |
|                 |                  |                                       |               | |
| 1943            | 1945             | André Royneau                         | ?             | Cultivateur Maire d'Ollé Nommé conseiller départemental en 1943 Président du Conseil départemental d'Eure-et-Loir (1943-1945) |
|                 |                  |                                       |               | |
| 1945            | 1946 (décès)     | Henri Triballet                       | Rad.          | Cultivateur Député (1924-1942) Maire d'Épeautrolles                                                                           |
| 1946            | 1959 (décès)     | Amable Astor                          | Rad.          | Médecin, maire de Bailleau-le-Pin                                                                                             |
| 1959            | 1964 (décès)     | Georges Billebault (1903-1964)        | Rad.          | Industriel, maire d'Illiers-Combray (1956-1964)                                                                               |
| 12 juillet 1964 | 1992             | André Gillot                          | Rad. puis DVG | Entrepreneur,, maire de Luplanté                                                                                              |
| 1992            | 2004             | Jacques Guillard                      | DVD           | Chef d'entreprise, maire d'Illiers-Combray (1989-1995)                                                                        |
| 2004            | 2015             | Jean-François Manceau                 | UMP           | Agriculteur-éleveur maire de Magny (1995-2016)                                                                                |

### Conseillers d'arrondissement (de 1833 à 1940)
| Période                                  | Période      | Identité                  | Étiquette | Qualité |
| ---------------------------------------- | ------------ | ------------------------- | --------- | --- |
| 1833                                     | 1844 (décès) | Louis Manceau (1764-1844) |           | Propriétaire à Illiers                                                                                                   |
| 1845                                     | 1848         | M. Ramard                 |           | Juge de paix à Illiers                                                                                                   |
|                                          |              |                           |           | |
| 1919                                     | 1937         | Jules Maurice             | Radical   | Maire de Luplanté |
| 1937                                     | 1940         | Henri Petit (1888-1957)   | Radical   | Président de la Fédération départementale des anciens combattants d'Eure-et-Loir, professeur honoraire d'E.P.S., Illiers |
| 1940                                     |              |                           |           | Les conseils d'arrondissement ont été suspendus par la loi du 12 octobre 1940 et n'ont jamais été réactivés              |
| Les données manquantes sont à compléter. |              |                           |           | |

### Représentation après 2015
| Période élective | Période élective | Mandat | Mandat   | Identité             | Nuance | Nuance | Qualité |
| ---------------- | ---------------- | ------ | -------- | -------------------- | ------ | ------ | --- |
| 2015             | 2021             | 2015   | 2021     | Laure de La Raudière |        | DVD    | Chef d’entreprise Députée d'Eure-et-Loir Maire de Saint-Denis-des-Puits (2012-2017)                                          |
| 2015             | 2021             | 2015   | 2021     | Bernard Puyenchet    |        | LR     | Chef d'entreprise Maire d'Illiers-Combray                                                                                    |
| 2021             | 2028             | 2021   | en cours | Hervé Buisson        |        | DVD    | Cadre Maire de Courville-sur-Eure 7ème Vice-Président du conseil départemental Suppléant du député Luc Lamirault (2022-2024) |
| 2021             | 2028             | 2021   | en cours | Laure de La Raudière |        | HOR    | Députée d'Eure-et-Loir (jusqu'en 2021) Présidente de l'ARCEP (depuis 2021)                                                   |

### Résultats détaillés

#### Élections de mars 2015
À l'issue du 1er tour des élections départementales de 2015, trois binômes sont en ballottage : Laure De La Raudiere et Bernard Puyenchet (UMP, 40,39 %), Valérie Caron et Arnaud Dameron (FN, 28,37 %) et Jacky Jaulneau et Nathalie Martins (PS, 26,24 %). Le taux de participation est de 51,72 % (9 733 votants sur 18 817 inscrits) contre 48,57 % au niveau départementalet 50,17 % au niveau national.
Au second tour, Laure De La Raudiere et Bernard Puyenchet (UMP) sont élus avec 44,04 % des suffrages exprimés et un taux de participation de 52,84 % (4 259 voix pour 9 944 votants et 18 818 inscrits).
Laure de La Raudière ex-LR, est membre d'Agir, la droite constructive.

#### Élections de juin 2021
Le premier tour des élections départementales de 2021 est marqué par un très faible taux de participation (33,26 % au niveau national). Dans le canton d'Illiers-Combray, ce taux de participation est de 35,55 % (6 818 votants sur 19 181 inscrits) contre 32,03 % au niveau départemental. À l'issue de ce premier tour, deux binômes sont en ballottage : Hervé Buisson et Laure de La Raudière (DVD, 37,58 %) et Sandra Desaever et Kévin Lambert (RN, 24,11 %).
Le second tour des élections est marqué une nouvelle fois par une abstention massive équivalente au premier tour. Les taux de participation sont de 34,36 % au niveau national, 32,5 % dans le département et 34,61 % dans le canton d'Illiers-Combray. Hervé Buisson et Laure de La Raudière (DVD) sont élus avec 65,84 % des suffrages exprimés (3 921 voix pour 6 641 votants et 19 189 inscrits),,. 

## Composition

### Composition avant 2015
Le canton d'Illiers-Combray regroupait vingt communes.
| Nom                         | Code Insee | Codepostal | Superficie (km2) | Population (dernière pop. légale) | Densité (hab./km2) |
| --------------------------- | ---------- | ---------- | ---------------- | --------------------------------- | ------------------ |
| Illiers-Combray (chef-lieu) | 28196      | 28120      | 33,60            | 3 427 (2012)                      | 102                |
| Bailleau-le-Pin             | 28021      | 28120      | 16,54            | 1 506 (2012)                      | 91                 |
| Blandainville               | 28041      | 28120      | 13,68            | 215 (2012)                        | 16                 |
| La Bourdinière-Saint-Loup   | 28048      | 28360      | 20,16            | 621 (2012)                        | 31                 |
| Cernay                      | 28067      | 28120      | 7,89             | 83 (2012)                         | 11                 |
| Charonville                 | 28081      | 28120      | 9,66             | 312 (2012)                        | 32                 |
| Les Châtelliers-Notre-Dame  | 28091      | 28120      | 10,87            | 125 (2012)                        | 11                 |
| Chauffours                  | 28095      | 28120      | 7,50             | 284 (2012)                        | 38                 |
| Épeautrolles                | 28139      | 28120      | 9,31             | 189 (2012)                        | 20                 |
| Ermenonville-la-Grande      | 28141      | 28120      | 12,07            | 322 (2012)                        | 27                 |
| Ermenonville-la-Petite      | 28142      | 28120      | 5,12             | 175 (2012)                        | 34                 |
| Luplanté                    | 28222      | 28360      | 16,65            | 391 (2012)                        | 23                 |
| Magny                       | 28225      | 28120      | 13,03            | 653 (2012)                        | 50                 |
| Marchéville                 | 28234      | 28120      | 12,38            | 527 (2012)                        | 43                 |
| Méréglise                   | 28242      | 28120      | 4,41             | 103 (2012)                        | 23                 |
| Meslay-le-Grenet            | 28245      | 28120      | 8,94             | 280 (2012)                        | 31                 |
| Nogent-sur-Eure             | 28281      | 28120      | 9,22             | 515 (2012)                        | 56                 |
| Ollé                        | 28286      | 28120      | 13,12            | 606 (2012)                        | 46                 |
| Saint-Éman                  | 28336      | 28120      | 4,60             | 111 (2012)                        | 24                 |
| Sandarville                 | 28365      | 28120      | 9,51             | 382 (2012)                        | 40                 |

### Composition à partir de 2015
Le nouveau canton d'Illiers-Combray comprenait quarante-et-une communes entières à sa création.
À la suite de la création de la commune nouvelle de Mittainvilliers-Vérigny, la composition du canton est révisée par le décret du 7 novembre 2019. Le nombre de communes du canton est alors de 40.
| Nom                                     | Code Insee | Intercommunalité          | Superficie (km2) | Population (dernière pop. légale) | Densité (hab./km2) | Modifier                                    |
| --------------------------------------- | ---------- | ------------------------- | ---------------- | --------------------------------- | ------------------ | ------------------------------------------- |
| Illiers-Combray (bureau centralisateur) | 28196      | CC Entre Beauce et Perche | 33,60            | 3 228 (2022)                      | 96                 | modifier les données · modifier les données |
| Bailleau-le-Pin                         | 28021      | CC Entre Beauce et Perche | 16,54            | 1 645 (2022)                      | 99                 | modifier les données · modifier les données |
| Billancelles                            | 28040      | CC Entre Beauce et Perche | 11,95            | 314 (2022)                        | 26                 | modifier les données · modifier les données |
| Blandainville                           | 28041      | CC Entre Beauce et Perche | 13,68            | 282 (2022)                        | 21                 | modifier les données · modifier les données |
| Cernay                                  | 28067      | CC Entre Beauce et Perche | 7,89             | 83 (2022)                         | 11                 | modifier les données · modifier les données |
| Charonville                             | 28081      | CC Entre Beauce et Perche | 9,66             | 298 (2022)                        | 31                 | modifier les données · modifier les données |
| Les Châtelliers-Notre-Dame              | 28091      | CC Entre Beauce et Perche | 10,87            | 149 (2022)                        | 14                 | modifier les données · modifier les données |
| Chauffours                              | 28095      | CA Chartres Métropole     | 7,50             | 290 (2022)                        | 39                 | modifier les données · modifier les données |
| Chuisnes                                | 28099      | CC Entre Beauce et Perche | 22,98            | 1 123 (2022)                      | 49                 | modifier les données · modifier les données |
| Courville-sur-Eure                      | 28116      | CC Entre Beauce et Perche | 11,13            | 2 802 (2022)                      | 252                | modifier les données · modifier les données |
| Dangers                                 | 28128      | CA Chartres Métropole     | 7,39             | 433 (2022)                        | 59                 | modifier les données · modifier les données |
| Épeautrolles                            | 28139      | CC Entre Beauce et Perche | 9,31             | 169 (2022)                        | 18                 | modifier les données · modifier les données |
| Ermenonville-la-Grande                  | 28141      | CA Chartres Métropole     | 12,07            | 315 (2022)                        | 26                 | modifier les données · modifier les données |
| Ermenonville-la-Petite                  | 28142      | CC Entre Beauce et Perche | 5,12             | 189 (2022)                        | 37                 | modifier les données · modifier les données |
| Le Favril                               | 28148      | CC Entre Beauce et Perche | 23,80            | 365 (2022)                        | 15                 | modifier les données · modifier les données |
| Fontaine-la-Guyon                       | 28154      | CC Entre Beauce et Perche | 14,59            | 1 675 (2022)                      | 115                | modifier les données · modifier les données |
| Friaize                                 | 28166      | CC Entre Beauce et Perche | 10,53            | 261 (2022)                        | 25                 | modifier les données · modifier les données |
| Fruncé                                  | 28167      | CC Entre Beauce et Perche | 16,97            | 378 (2022)                        | 22                 | modifier les données · modifier les données |
| Landelles                               | 28203      | CC Entre Beauce et Perche | 10,35            | 631 (2022)                        | 61                 | modifier les données · modifier les données |
| Luplanté                                | 28222      | CC Entre Beauce et Perche | 16,65            | 387 (2022)                        | 23                 | modifier les données · modifier les données |
| Magny                                   | 28225      | CC Entre Beauce et Perche | 13,03            | 652 (2022)                        | 50                 | modifier les données · modifier les données |
| Marchéville                             | 28234      | CC Entre Beauce et Perche | 12,38            | 506 (2022)                        | 41                 | modifier les données · modifier les données |
| Méréglise                               | 28242      | CC Entre Beauce et Perche | 4,41             | 106 (2022)                        | 24                 | modifier les données · modifier les données |
| Meslay-le-Grenet                        | 28245      | CA Chartres Métropole     | 8,94             | 376 (2022)                        | 42                 | modifier les données · modifier les données |
| Mittainvilliers-Vérigny                 | 28254      | CA Chartres Métropole     | 24,76            | 800 (2022)                        | 32                 | modifier les données · modifier les données |
| Nogent-sur-Eure                         | 28281      | CA Chartres Métropole     | 9,22             | 502 (2022)                        | 54                 | modifier les données · modifier les données |
| Ollé                                    | 28286      | CA Chartres Métropole     | 13,12            | 626 (2022)                        | 48                 | modifier les données · modifier les données |
| Orrouer                                 | 28290      | CC Entre Beauce et Perche | 13,25            | 282 (2022)                        | 21                 | modifier les données · modifier les données |
| Pontgouin                               | 28302      | CC Entre Beauce et Perche | 25,16            | 1 117 (2022)                      | 44                 | modifier les données · modifier les données |
| Saint-Arnoult-des-Bois                  | 28324      | CC Entre Beauce et Perche | 20,67            | 895 (2022)                        | 43                 | modifier les données · modifier les données |
| Saint-Avit-les-Guespières               | 28326      | CC Entre Beauce et Perche | 12,64            | 347 (2022)                        | 27                 | modifier les données · modifier les données |
| Saint-Denis-des-Puits                   | 28333      | CC Entre Beauce et Perche | 13,53            | 150 (2022)                        | 11                 | modifier les données · modifier les données |
| Saint-Éman                              | 28336      | CC Entre Beauce et Perche | 4,60             | 94 (2022)                         | 20                 | modifier les données · modifier les données |
| Saint-Georges-sur-Eure                  | 28337      | CA Chartres Métropole     | 15,43            | 2 728 (2022)                      | 177                | modifier les données · modifier les données |
| Saint-Germain-le-Gaillard               | 28339      | CC Entre Beauce et Perche | 8,13             | 372 (2022)                        | 46                 | modifier les données · modifier les données |
| Saint-Luperce                           | 28350      | CC Entre Beauce et Perche | 14,35            | 994 (2022)                        | 69                 | modifier les données · modifier les données |
| Sandarville                             | 28365      | CA Chartres Métropole     | 9,51             | 419 (2022)                        | 44                 | modifier les données · modifier les données |
| Le Thieulin                             | 28385      | CC Entre Beauce et Perche | 11,71            | 427 (2022)                        | 36                 | modifier les données · modifier les données |
| Vieuvicq                                | 28409      | CC Entre Beauce et Perche | 15,62            | 445 (2022)                        | 28                 | modifier les données · modifier les données |
| Villebon                                | 28414      | CC Entre Beauce et Perche | 2,16             | 56 (2022)                         | 26                 | modifier les données · modifier les données |
| canton d'Illiers-Combray                | 2811       |                           | 525,20           | 26 911 (2022)                     | 51                 |                                             |

## Démographie

### Démographie avant 2015
| 1975  | 1982  | 1990  | 1999  | 2006   | 2011   | 2012   |
| ----- | ----- | ----- | ----- | ------ | ------ | ------ |
| 8 191 | 8 720 | 9 576 | 9 798 | 10 259 | 10 762 | 10 827 |

### Démographie depuis 2015
En 2022, le canton comptait 26 911 habitants, en évolution de +0,22 % par rapport à 2016 (Eure-et-Loir : −0,23 %, France hors Mayotte : +2,11 %).
| 2013   | 2018   | 2022   |
| ------ | ------ | ------ |
| 26 290 | 26 941 | 26 911 |